# Заячий
За́ячий (рос. Заячий) — невеликий острів у Ладозькому озері. Належить до групи Західних Ладозьких шхер. Територіально належить до Приозерського району Ленінградської області, Росія.
Витягнутий із північного заходу на південний схід. Довжина 0,4 км, ширина 0,2 км.
Розташований при виході із затоки Лехмалахті, на південний схід від острова Монтоссарі. Острів височинний, весь вкритий лісами.
| Росія | Це незавершена стаття з географії Росії. Ви можете допомогти проєкту, виправивши або дописавши її. |